# 망포초등학교
망포초등학교(網浦初等學校)는 대한민국 경기도 수원시에 있는 공립 초등학교이다.

## 연혁
| 2017 | 2017.03.13 | 망포초등학교 설립 인가(경기도 조례 3077) |

| 2019 | 2019.02.10 | 1차 공사 5층 준공                                            |
| 2019 | 2019.03.01 | 초대 안영희 교장 선생님 취임                                 |
| 2019 | 2019.03.01 | 망포초등학교 개교(일반학급 34학급, 특수학급 1학급, 944명)    |
| 2019 | 2019.04.17 | 3학급 증설(일반학급 37학급, 특수학급 1학급, 1128명)          |
| 2019 | 2019.05 01 | 개교기념식 행사                                              |
| 2019 | 2019.05.02 | 3학급 증설(일반학급 40학급, 특수학급 1학급, 1180명)          |
| 2019 | 2019.05.24 | 3학급 증설(일반학급 43학급, 특수학급 1학급, 1225명)          |
| 2019 | 2019.06.21 | 3학급 증설(일반학급 46학급, 특수학급 1학급, 1279명)          |
| 2019 | 2019.08.01 | 12학급 증축공사 착공                                         |
| 2019 | 2019.09.01 | 1학급 증설(일반학급 47학급, 특수학급 1학급, 1343명)          |
| 2019 | 2019.10.21 | 학생참여형 수업을 위한 무선인프라 구축 2차 대상 학교 선정    |
| 2019 | 2019.12.31 | 학생맞춤형 학력향상 프로그램 운영 지원 학교 수원 교육장 표창 |
| 2019 | 2019.12.31 | 안전한 학교 조성 우수학교 경기도 교육감 표창                 |

| 2020 | 2020.01.03 | 제1회 졸업식(178명)                                           |
| 2020 | 2020.03.01 | 7학급 증설(일반학급 54학급, 특수학급 1학급, 1580명)           |
| 2020 | 2020.03.01 | 2020학년도 예비교사 현장실습 협력학교(경기도교육청 지정) 선정 |
| 2020 | 2020.03.06 | 2학급 증설(일반학급 56학급. 특수학급 1학급, 1592명)           |
| 2020 | 2020.03.30 | 2020학년도 초등 원격교육 선도학교 선정                        |
| 2020 | 2020.12.31 | 평화통일교육 우수학교 경기도 교육감 표창                      |
| 2020 | 2020.12.31 | 2020 원격교육 선도학교 유공학교 경기도 교육감 표창            |
| 2020 | 2020.12.31 | 예비교사 현장실습교 유공학교 경기도 교육감 표창               |

| 2021 | 2021.01.15 | 제2회 감사나눔 비대면 졸업식                                             |
| 2021 | 2021.03.01 | 6학급 증설 (일반학급 62학급, 특수학급 1학급, 1802명)                     |
| 2021 | 2021.07.30 | 장애인인식개선을 위한 제23회 초,중,고등학교 백일장 대회 교육부 장관 표창 |
| 2021 | 2021.12.31 | 행복수원교육 교육장 표창                                                 |

| 2022 | 2022.01.06 | 제3회 감사나눔 비대면 졸업식(189명) |